# Björn Engholm
Björn Engholm (Lubecca, 9 novembre 1939) è un politico tedesco del Partito Socialdemocratico di Germania.
Dal 1981 al 1982 fu ministro federale per l'educazione e le scienze nel governo del cancelliere Helmut Schmidt. Nel 1988 diventò ministro-presidente dello stato dello Schleswig-Holstein. Nel 1993 venne scelto come presidente del suo partito e candidato alla cancelleria, ma poco più tardi si ritirò da tutte le sue cariche politiche a causa del suo coinvolgimento nello scandalo delle elezioni al Landtag del 1987. Ufficiali della campagna elettorale del suo precessore Uwe Barschel (CDU) avevano assoldato investigatori privati per pedinare Engholm, chi era lo sfidante di Barschel per l′ufficio di ministro presidente. Il campo di Barschel anche voleva diffamare Engholm attraverso diffondere voci che il politico fosse omosessuale e avesse AIDS. La cospirazione contro la campagna di Engholm era pubblicato dal giornale Der Spiegel e il politico sembrava come vittima innocente di un complotto. Engholm dichiarò pubblicamente che venisse a sapere dalla sorveglianza illegale soltanto dopo la pubblicazione nel Spiegel. Nel 1993 è stato scoperto che Engholm e il suo team erano infatti informati giorni prima, e che Engholm aveva mentito a una commissione parlamentare. Dopo il suo recesso da tutti uffici, Rudolf Scharping pertanto diventò il nuovo candidato alla cancelleria dell'SPD, ma perse contro Helmut Kohl nelle elezioni del 1994.